# Воронов, Николай Александрович (музыкант)
Никола́й Алекса́ндрович Во́ронов (род. 15 мая 1991, Москва) — российский певец, исполнитель песен в стиле поп и композитор, поэт-песенник, ставший популярным благодаря видеосервису YouTube.

## Биография
Родился в Москве, младший сын преподавателя кафедры социологии и гуманитарных наук Международного университета природы, общества и человека «Дубна» Александра Ярославича Воронова. По собственному заявлению, имеет диагноз «шизофрения».
По словам матери, стал сочинять музыку с 3 лет. В 5 лет начал учиться играть на фортепиано в Московской средней специальной музыкальной школе имени Гнесиных. Свой первый концерт провёл в Дубне.
В 2008 году поступил на первый курс композиторского факультета Московской государственной консерватории им. П. И. Чайковского, где учился в классе Р. С. Леденёва, под руководством которого сочинял произведения в академическом стиле (Первая поэма для мужского хора с оркестром; Шесть пьес для скрипки с оркестром; Concerto grosso для струнного оркестра, челесты, скрипки, альта и виолончели).
По словам Воронова, он «занялся попсой», когда отец купил ему на Савёловском рынке синтезатор «Casio» СTK 571.
Первые три песни, которые он сочинил, назывались (в хронологическом порядке) — «Я жду тебя», «Люди, которые сразу» и «Белая стрекоза любви».
Первый крупный концерт, на который собралось около 1500 человек, состоялся 12 ноября 2008 года в московском клубе «Солянка».
В новогоднюю ночь с 2008 на 2009 год на телеканале 2x2 был показан праздничный концерт с участием Воронова.
31 декабря 2022 года на Первом канале в программе «Новогодняя ночь на Первом. 20 лет спустя» исполнил хит «Белая стрекоза любви»[значимость факта?].

## Критика
Музыкальный критик Артемий Троицкий поддержал предложение инициативной группы отправить Николая Воронова с песней «Белая стрекоза любви» на Евровидение-2009. В интернете было распространено видеообращение Троицкого, в котором он сравнил певца с Элтоном Джоном. Группа Quest Pistols, исполнявшая эту песню, действительно подавала заявку на участие от России в Евровидении-2009, но ей отказали в этом, поскольку песню исполняли до конца октября 2008 года, что запрещалось правилами конкурса.
В июне 2009 года Николай Воронов получил премию «Степной волк» в номинации «Нечто».

## Известные работы
- «Баррикадная»
- «Белая стрекоза любви»
- «Люди, которые сразу»
- «Чуб, камон»[11]
- «Казино»
- «Фруктовая нежность»
- «Просто Танцы»
- «Кантри»
- «SMS»
- «Беги»
- «Пчела Лекен»
- «На Мгновение»
- «Песенка про MIDI-файл»
- «Ягель:))))»
- «HIT MAMBAAAAA!!!:)))»
- «Господин Автобус»